# Sankt Georgen bei Salzburg
Sankt Georgen bei Salzburg, St. Georgen bei Salzburg – gmina w Austrii, w kraju związkowym Salzburg, w powiecie Salzburg-Umgebung. Według Austriackiego Urzędu Statystycznego liczyła 2879 mieszkańców (1 stycznia 2015).